# Ewa Wojtaszek
Ewa Romana Wojtaszek, po mężu Wisła (ur. 28 lutego 1959 w Tomaszowie Mazowieckim) – polska kajakarka, olimpijka z Moskwy 1980, zawodniczka Górnika Czechowice.
Na igrzyskach w Moskwie wystartowała w konkurencji K-2 na dystansie 500 metrów (partnerką była Ewa Kamińska-Eichler). Polska osada zajęła 7. miejsce.
Żona kajakarza Marka Wisły.